# Nathalie Lucia Hahnen
Nathalie Lucia Hahnen, née en 1991, est une actrice de cinéma germano-brésilienne.

## Filmographie

### Cinéma
- 2011 : Ausreichend
- 2012 : El amigo alemán
- 2015 : Stefan Zweig, adieu l'Europe
- 2016 : Paula

### Télévision
- 2012 : Tatort (série télévisée)
- 2013 : Danni Lowinski (série télévisée)
- 2013 : Nichts mehr wie vorher
- 2013 : Tatort (série télévisée)
- 2013 : Bataille à la crèche
- 2014 : The Teacher (série télévisée) - They're in love, they don't count!
- 2015 : SOKO Köln (Cologne P.D.) (série télévisée) - Blutspuren
- 2016 : Departure
- 2017 : Wir sind doch Schwestern
- 2017 : SOKO Wismar (Wismar P.D.) (série télévisée) - Gegenwind

### Web-série
- 2016 : World of Wolfram (web-série)